# Enipeas (Pinios)
Der  Enipeas (griechisch Ενιπέας, altgriechisch Ἐνίπευς Enipeus, weitere neugr. Namen Tsanarlis Τσαναρλής, Filiadorema Φιλιαδόρεμα und Neochoritikos Νεοχωρίτικος) ist ein 84 km langer Fluss in der griechischen Region Thessalien. Er ist ein rechter Nebenfluss des 217 km langen Pinios.
Die Quelle des Enipeas liegt im nördlichen Teil von Fthiotida, nördlich von Lamia. Von dort fließt er in nordwestlicher Richtung und mündet bei Farkadona in den Pinios.
In der griechischen Mythologie wurde der Enipeus als Flussgott Enipeus personifiziert. Bei der Schlacht von Pharsalos begrenzte der Enipeus das Schlachtfeld von Gaius Iulius Caesar und Gnaeus Pompeius Magnus.